# Мак-Клур (протока)
Мак-Клур (англ. M'Clure Strait) — протока, що відокремлює острови Мелвілл (острів, Канада), Прінс-Патрік і Еглінтон від острова Бенкс у Канадському Арктичному архіпелазі.

## Географія
Розташована в західній частині Канадського Арктичного архіпелагу і є частиною одного з маршрутів через Північно-Західний прохід разом із протоками Барроу, Вайкаунт-Мелвілл і Ланкастер. В англомовній літературі ці чотири протоки називають Parry Channel (протока Паррі). Протока Паррі відокремлює Острови Королеви Єлизавети від решти Канадського Арктичного архіпелагу.
Сполучає море Бофорта, розташоване на заході, з протокою Вайкаунт-Мелвілл на сході. В енциклопедії Британіка та в низці інших англомовних джерел протоку називають східним рукавом моря Бофорта.
Найбільша ширина становить 140 км, найменша — 88 км, довжина — 400 км. Найбільша глибина — 472 м, середня глибина — 300 м. Протока лежить у полярній області і більшу частину року покрита льодами. Завдяки криголамам навігація триває від серпня до вересня. Вперше криголам пройшов протокою 1954 року, відкривши найкоротший шлях через канадську Арктику. 1960 року через протоку пройшов американський підводний човен USS Seadragon, а 1962 року — USS Skate.
Через глобальне потепління в серпні 2007 року протока практично повністю звільнилася від льоду, вперше реально ставши частиною Північно-Західного морського шляху. У серпні 2010 року ситуація повторилася — протока повністю звільнилася від льоду, але вихід на захід, у море Бофорта, залишився закритим крижаними полями.

## Історія
Протоку відкрив англійський мореплавець Робертом Мак-Клур 1851 року і пізніше її названо на його честь.